# Karl Guthe Jansky
Karl Guthe Jansky (ur. 22 października 1905 w Norman, zm. 14 lutego 1950 w Red Bank) – amerykański inżynier i technik, pionier radioastronomii.

## Życiorys
Jego dziadkowie przybyli z Czech, zaś jego ojciec Cyryl był nauczycielem akademickim. Karl od 1928 pracował w Bell Telephone Laboratories. W 1931 odkrył promieniowanie radiowe Drogi Mlecznej. Wydarzenie to było pierwszą obserwacją astronomiczną na falach radiowych. Był jednym z ojców założycieli radioastronomii. Zbudował antenę przeznaczoną do odbierania fal radiowych o częstotliwości 20,5 MHz (fali o długości około 14,6 m). Składała się z grupy masztów o wysokości 6 m zamocowanych na kole o średnicy około 30 m. Po uwzględnieniu fal radiowych emitowanych przez Słońce i burze doszedł do wniosku, że pozostałość emisji pochodzi z Drogi Mlecznej, i to promieniowanie jest najsilniejsze w centrum Galaktyki, w kierunku Strzelca. Jansky chciał kontynuować swoje badania, ale nie mógł zdobyć na nie funduszy, w związku z czym w radioastronomii nie odnotowano postępów przez kilka następnych lat..

## Śmierć
Jansky był mieszkańcem Little Silver w stanie New Jersey. Zmarł z powodu choroby serca w wieku 44 lat w szpitalu w Red Bank (obecnie nazywanym Riverview Medical Center).

## Upamiętnienie
Pierwotna lokalizacja anteny Jansky'ego (40°21′54,5″N 74°09′48,9″W/40,365140 -74,163570) w dzisiejszym kompleksie Bell Labs Holmdel Complex przy 101 Crawfords Corner Road, Holmdel, New Jersey, została ustalona przez Tony'ego Tysona i Roberta W. Wilsona z Lucent Technologies (następca Bell Telephone Laboratories) w 1998 r. W tym miejscu postawiono pomnik oraz tablicę pamiątkową ku czci tego osiągnięcia. Pomnik jest stylizowaną rzeźbą anteny i jest ustawiony w taki sposób, w jaki antena Jansky'ego była o 19:10. 16 września 1932 r., w momencie maksymalnego sygnału spowodowanego zrównaniem z centrum naszej galaktyki w kierunku konstelacji Strzelca.
Pełnowymiarowa replika oryginalnego obrotowego teleskopu Jansky'ego znajduje się na terenie Obserwatorium Green Bank (38° 25′53.9 ″ N 79° 48′58.5 ″ W, dawniej stanowisko NRAO) w Green Bank w Zachodniej Wirginii, w pobliżu zrekonstruowanej wersji 9-metrowej anteny Grote'a Reber'a.
- Asteroida 1932 Jansky została nazwana jego imieniem[6].
- Jednostką używaną przez radioastronomów do określania siły (lub gęstości strumienia) źródeł radiowych jest jansky (1 Jy = 10−26 W m−2 Hz−1).
- Krater Jansky na Księżycu.
- Program stypendialny National Radio Astronomy Observatory (NRAO) nosi imię Karla Jansky'ego[7].
- tzw. hałas Jansky'ego, który odnosi się do zakłóceń statycznych wysokiej częstotliwości pochodzenia kosmicznego.
- NRAO przyznaje coroczną Nagrodę imienia Jansky'ego[8].
- 10 stycznia 2012 r. NRAO ogłosiło, że patronem radioteleskopu VLA (Very Large Array) w Magdalenie w Nowym Meksyku zostanie Karl Jansky, na cześć wkładu naukowca w radioastronomię[9].